# Atomaria alpina
Atomaria alpina är en skalbaggsart som beskrevs av Oswald Heer 1841. Atomaria alpina ingår i släktet Atomaria, och familjen fuktbaggar. Enligt den svenska rödlistan är arten nära hotad i Sverige. Arten förekommer i Götaland, Svealand, Nedre Norrland och Övre Norrland. Artens livsmiljö är skogslandskap.